# Ford Aerostar
Ford Aerostar (fɔrt aˑəroˈstaː) — первый минивэн компании Ford, созданный в 1986 году. Модель и до сегодняшних дней пользуется большой популярностью в США. Всего существовало 2 поколения.
Основная роль этого автомобиля — индивидуальный и семейный транспорт (вмещает до 7 пассажиров). В гамме были предоставлены версии с удлиненной базой и восьмиместным салоном. Специалисты высоко оценили Ford Aerostar из-за повышенной комфортности и высокого уровня безопасности и защищенности пассажиров с водителем в случае лобового столкновения.
Ford Aerostar выпускался более десяти лет, в 1997 году его сняли с производства.

## Особенности
Издаётся звуковой сигнал при открывании двери, если в замке всё ещё присутствует ключ зажигания или кто-то забыл выключить свет.
По всему салону предусмотрено наличие различных ящичков, углублений и сеток для вещей, выдвижные подстаканники и полочки для еды в дороге. Для задних пассажиров предусмотрено управление приёмником и обогревом.
Сидения водителя и переднего пассажира мягкие с опускающимися подлокотниками, а сзади находятся два ряда съёмных сидений: 1 ряд — на два человека, 2-й ряд — на три.
Выходят задние пассажиры через боковую дверь, которая сдвигается назад.
Машина обладает хорошими свойствами универсальности салона, оборудования и отделки, к примеру задние сидения снимаются одним человеком в течение пяти минут, а для удобства водителя все переключатели и регуляторы с подсветкой, в том числе и ключ замка зажигания.
В более ранних моделях Aerostar до 1990 года, отсутствуют электрорегулировка стекол и зеркал.

## Двигатель
| Название                       | Значение              |
| ------------------------------ | --------------------- |
| Расположение двигателя         | Спереди, продольно    |
| Объём двигателя                | 2979 см³              |
| Мощность                       | 135 л. с.             |
| При оборотах                   | 4600                  |
| Крутящий момент                | 217/2800 н*м          |
| Система питания                | Распределённый впрыск |
| Наличие турбонадува            | -                     |
| Расположение цилиндров         | V-образный            |
| Количество цилиндров           | 6                     |
| Диаметр цилиндра               | 89                    |
| Ход поршня                     | 80 мм                 |
| Степень сжатия                 | 9.3                   |
| Количество клапанов на цилиндр | 2                     |
| Топливо                        | АИ-92                 |

Главная движущая сила — это шестицилиндровый двигатель объёмом 3 литра, мощностью в 135 л. с., конструктивно выполнены нижнее расположение распредвала, цепной привод, гидрокомпенсаторы и толкатели клапанов. Следует заметить, что у Aerostar небольшой расход топлива: порядка 13-15 л на 100 км в городе и 9-10 литров по трассе.

## Трансмиссия
Aerostar — заднеприводный автомобиль. На нём применена стандартная подвеска с верхними и нижними рычагами.
Рычаг переключения режимов АКПП — под рулем. ( на более ранних моделях на полу между водителем и пассажиром переднего ряда)
АКПП - A4LD ( с 1986 - 1994 г.), 4R55EE (c 1994 года), 5R55E ( 1996-1997 г.) Выпускались и полноприводные версии.
| Название              | Значение                 |
| --------------------- | ------------------------ |
| Тип передней подвески | Двойной поперечный рычаг |
| Тип задней подвески   | Винтовая пружина         |

## Рулевое управление
| Название                     | Значение       |
| ---------------------------- | -------------- |
| Механизм рулевого управления | Реечный        |
| Диаметр разворота            | 9.9 м          |
| Усилитель руля               | Гидроусилитель |

## Тормозная система
| Название             | Значение               |
| -------------------- | ---------------------- |
| Передние тормоза     | Дисковые вентилируемые |
| Задние тормоза       | Барабанные             |
| АБС                  | есть                   |
| Наличие Brake Assist | есть                   |

Наличие Brake Assist первого поколения, позволяющяя отключать задний контур тормозов, при утечке тормозной жидкости.

## Эксплуатационные показатели
| Название                     | Значение                                             |
| ---------------------------- | ---------------------------------------------------- |
| Объём топливного бака        | 85 л                                                 |
| Снаряженная масса автомобиля | 1516 кг                                              |
| Размер шин                   | 205/70 R14,215/70 R14. Размер дисков 6J 5Х114,3 67,1 |